# 国家艺术馆 (尼泊尔)
国家艺术馆位于尼泊尔加德满都巴德岗王宫金门西侧的旧宫内。

## 历史
于1960年设立。国家艺术馆主要展出尼泊尔古代文献木盒和文献上的彩绘及具有其国家传统的包瓦画和相关传说的水彩画，馆内藏品可追溯公元9-10世纪。艺术馆的入口两侧分别有毗瑟挐人面狮身相纳辛哈和猴神哈努曼的雕像。